# Pedro Rodríguez de los Cobos
Pedro o Pero Rodríguez de los Cobos (en algunos documentos simplemente "de Cobos") fue un caballero castellano del siglo XV que se distinguió en la Batalla de los Collejares (1406) logrando de Enrique III de Castilla el favor real de fundar casa solar propia en la ciudad de Úbeda, cuyo pendón había portado durante la batalla. De su linaje proceden todos los Cobos de Andalucía, y un desdenciente directo suyo, Francisco de los Cobos y Molina alcanzó gran preeminencia en la primera mitad del siglo XVI durante el reinado de Carlos I, de quien fue secretario real.